# Гапцах (старый)
Гапцах́ (Старый Гапцах) — упразднённое село в Магарамкентском районе Дагестана. На момент упразднения входило в состав Гапцахского сельсовета. Упразднено в 1962 году, а население переселено в село Новый Гапцах.

## География
Располагалось на склоне горы Гестинкиль, в левобережье реки Самур, в 1,5 км к северо-западу от села Новое Каракюре.

## История
До вхождения Дагестана в состав Российской империи селение входило в состав Чилейского магала Кюринского ханства. После присоединения ханства к Российской империи числилось в Филялинском сельском обществе Кутур-Кюринского наибства Кюринского округа Дагестанской области. В 1895 году селение состояло из 159 хозяйств. По данным на 1926 год село состояло из 183 хозяйства. В административном отношении являлось центром Гапцахского сельсовета Ахтынского района. С 1934 года в составе Докузпаринского района, с 1950 года в Магарамкентском районе.
В 1960 году было принято решение о переселении колхоза имени Свердлова села Гапцах на прикутанные земли колхоза в местности Бурзу-Ятаг, где было образовано новое село Гапцах.

## Население
| Численность населения | Численность населения | Численность населения | Численность населения |
| 1895                  | 1908                  | 1926                  | 1939                  |
| --------------------- | --------------------- | --------------------- | --------------------- |
| 883                   | ↘808                  | ↗1034                 | ↘682                  |

По данным Всесоюзной переписи населения 1926 года, в национальной структуре населения лезгины составляли 100 %